# Diferenciální počet
Diferenciální počet (spolu s integrálním počtem se nazývá infinitezimální počet) je matematická disciplína, která zkoumá změny funkčních hodnot v závislosti na změně nezávislé proměnné.

## Základní pojmy
Základním pojmem diferenciálního počtu je derivace. Pokud je derivace spojité funkce v daném bodě kladná, resp. záporná, je zde funkce rostoucí, resp. klesající. Lokální extrém může nastat pouze v bodě, ve kterém je derivace rovna nule nebo derivace neexistuje. Diferenciální počet tedy umožňuje vyšetřovat průběh funkce.
Mezi další důležité pojmy diferenciálního počtu patří např. limita, diferenciál nebo spojitost.
Derivace funkce v bodě vyjadřuje míru změny hodnoty funkce se změnou argumentu. Tuto změnu je možno interpretovat následovně:
- Geometricky: jde o směrnici tečny (tangenty) ke grafu funkce v daném bodě
- Fyzikálně:
  - změna rychlosti v čase je zrychlení
  - změna polohového vektoru v čase je okamžitá rychlost
  - změna φ u pohybu po kružnici je okamžitá úhlová rychlost ω

Historicky se k diferenciálnímu počtu dospělo dvěma způsoby:
- Isaac Newton – přes geometrickou interpolaci
- Gottfried Leibniz – přes limitu